# Dieter Möller
Dieter Möller (* 30. August 1942) ist ein ehemaliger deutscher Moderator und Fernsehansager der ARD beim Hessischen Rundfunk.

## Leben
Seit 1966 hat Dieter Möller für den Hessischen Rundfunk
(hr) gearbeitet, unter anderem als Moderator, Redakteur und Reporter für Politik, Aktuelles und Sport. Von 1982 bis 1986 war er Fernseh- und Hörfunkkorrespondent im ARD-Studio Prag.
Nach seiner Rückkehr 1986 nach Frankfurt widmete er sich bis 2007 der Börsenberichterstattung.